# 延边库蠓
延边库蠓（学名：Culicoides yanbianensis），一种发现于中华人民共和国吉林省延吉市的昆虫，隶属于蠓科库蠓属。

## 形态特征
正模标本为雄虫，翅长1.05毫米。复眼的小眼面间无绒毛，触角第3、13～15节有嗅觉器，触须第3节中部略粗，有感觉器窝。翅面大毛遍布，但基室无大毛。翅淡、暗斑明显，除翅基淡斑外有9个淡斑。腹部第9腹板后缘中部凹陷宽，第9背板长，自基部向端部渐变窄，后缘中央有凹陷“V”形，两侧突发达。